# Валли сомневающаяся
Валли сомневающаяся (нем. Wally, die Zweiflerin) — роман Карла Гуцкова, впервые опубликованный в 1835 году. Роман, написанный в духе некоторых идей «Молодой Германии», подрывал моральные устои немецкого общества того времени, ставя под вопрос брак и религию. Вскоре после публикации роман был запрещён, сочинения Гуцкова были конфискованы, сам автор провел три месяца в тюрьме, запрещены были и произведения всей группы «Молодая Германия». Литературоведы характеризуют сочинение как не обладающее литературными достоинствами, но оказавшее большое влияние на литературу и культуру в целом.

## Сюжет
19-летняя графиня Валли влюблена в интеллигентного и циничного барона Цезаря, старшего её на 5 лет, однако выходит замуж за сардинского дипломата Луиджи. Вечером перед свадьбой Валли предстаёт перед Цезарем обнажённой, что должно означать их спиритический брак и рассматривается критиками как приручение. Именно эта сцена романа вызвала наибольший скандал. После свадьбы Луиджи и Валли переезжают в Париж, где питающий к ней страсть брат мужа Джеронимо, не встретив ответных чувств, убивает себя. Валли сбегает из Парижа с Цезарем, но затем Цезарь её покидает, чтобы жениться на богатой еврейке. Валли теряет остатки религиозности, позволявшие ей смириться с окружающим, и через несколько месяцев она совершает самоубийство. Любопытно, что трактат Цезаря о вере, который читает Валли, автор скомпилировал из фрагментов текстов Германа Реймаруса.

## Влияние
Книга считается одним из двух наиболее важных немецких произведений, поставивших под сомнение современные представления о месте женщины в обществе (первым таким романом называют «Люсинду» Ф. Шлегеля).
Кроме того, роман и его запрет оказали влияние и на музыку, вдохновив Р. Вагнера на написание оперы «Запрет любви, или Послушница из Палермо».

## Издания
- Wally, die Zweiflerin, Mannheim, 1835
- Wally, die Zweiflerin, 1852 (переиздана репринтно в 1965)
- Wally, die Zweiflerin, Jena, 1905
- Karl Gutzkow’s “Wally the skeptic”, Johns Hopkins University, Baltimore, 1971
- Wally, die Zweiflerin. Wally the Skeptic, University of Virginia, Charlottesville, 1974